# Beaucamps-le-Jeune
Beaucamps-le-Jeune település Franciaországban, Somme megyében. Lakosainak száma 193 fő (2022. január 1.). Beaucamps-le-Jeune Beaucamps-le-Vieux, Lafresguimont-Saint-Martin és Saint-Germain-sur-Bresle községekkel határos.

## Népesség
A település népességének változása:
| Lakosok száma | 217  | 223  | 216  | 202  | 192  | 187  | 183  | 180  | 193  |
|               | 2013 | 2015 | 2016 | 2017 | 2018 | 2019 | 2020 | 2021 | 2022 |